# Wereldkampioenschap superbike van Sentul 1995
Het wereldkampioenschap superbike van Sentul 1995 was de elfde ronde van het wereldkampioenschap superbike 1995. De races werden verreden op 15 oktober 1995 op het Sentul International Circuit nabij Bogor, Indonesië.

## Race 1
| Pos | Nr | Rijder                | Constructeur | Rondes | Tijd                | Grid | Punten |
| --- | -- | --------------------- | ------------ | ------ | ------------------- | ---- | ------ |
| 1   | 1  | Carl Fogarty          | Ducati       | 25     | 37:16.719           | 2    | 25     |
| 2   | 11 | Troy Corser           | Ducati       | 25     | +5.385              | 3    | 20     |
| 3   | 3  | Aaron Slight          | Honda        | 25     | +8.634              | 1    | 16     |
| 4   | 17 | Anthony Gobert        | Kawasaki     | 25     | +19.550             | 9    | 13     |
| 5   | 9  | Fabrizio Pirovano     | Ducati       | 25     | +20.976             | 8    | 11     |
| 6   | 67 | Mike Hale             | Ducati       | 25     | +22.716             | 11   | 10     |
| 7   | 12 | Mauro Lucchiari       | Ducati       | 25     | +37.731             | 10   | 9      |
| 8   | 4  | Andreas Meklau        | Ducati       | 25     | +37.796             | 14   | 8      |
| 9   | 33 | John Reynolds         | Kawasaki     | 25     | +42.339             | 6    | 7      |
| 10  | 16 | Brian Morrison        | Ducati       | 25     | +44.349             | 13   | 6      |
| 11  | 8  | Piergiorgio Bontempi  | Kawasaki     | 25     | +59.413             | 7    | 5      |
| 12  | 22 | Peter Goddard         | Suzuki       | 25     | +59.661             | 15   | 4      |
| 13  | 20 | Jochen Schmid         | Kawasaki     | 25     | +1:01.268           | 12   | 3      |
| 14  | 19 | Freddie Spencer       | Ducati       | 25     | +1:04.886           | 20   | 2      |
| 15  | 46 | Yves Briguet          | Honda        | 25     | +1:11.681           | 17   | 1      |
| 16  | 59 | Massimo Ottobre       | Ducati       | 24     | +1 ronde            | 22   |        |
| 17  | 58 | Aldeo Presciutti      | Ducati       | 24     | +1 ronde            | 21   |        |
| 18  | 28 | Gianmaria Liverani    | Ducati       | 21     | +4 ronden           | 19   |        |
| DNF | 27 | Pierfrancesco Chili   | Ducati       | 19     | Uitgevallen         | 5    |        |
| DNF | 66 | Mat Mladin            | Kawasaki     | 11     | Uitgevallen         | 16   |        |
| DNF | 81 | Massimiliano Marchini | Kawasaki     | 9      | Uitgevallen         | 18   |        |
| DNF | 5  | Simon Crafar          | Honda        | 5      | Uitgevallen         | 4    |        |
| DNS | 23 | Nugraha Dadam         | Suzuki       | 0      | Niet gestart        | 23   |        |
| DNQ | 88 | Dudu Karnada          | Yamaha       | 0      | Niet gekwalificeerd |      |        |
| DNQ | 18 | Simon Yudha Kusuma    | Kawasaki     | 0      | Niet gekwalificeerd |      |        |
| DNQ | 2  | Sudarsoho Bambang     | Suzuki       | 0      | Niet gekwalificeerd |      |        |
| DNQ | 21 | Bar Effendi           | Kawasaki     | 0      | Niet gekwalificeerd |      |        |
| DNQ | 36 | Arsad Deden           | Yamaha       | 0      | Niet gekwalificeerd |      |        |
| DNQ | 52 | Eddy S. Otto          | Kawasaki     | 0      | Niet gekwalificeerd |      |        |
| DNQ | 99 | Husodo Ryanto         | Suzuki       | 0      | Niet gekwalificeerd |      |        |

## Race 2
| Pos | Nr | Rijder                | Constructeur | Rondes | Tijd                | Grid | Punten |
| --- | -- | --------------------- | ------------ | ------ | ------------------- | ---- | ------ |
| 1   | 3  | Aaron Slight          | Honda        | 25     | 37:06.109           | 1    | 25     |
| 2   | 11 | Troy Corser           | Ducati       | 25     | +9.341              | 3    | 20     |
| 3   | 27 | Pierfrancesco Chili   | Ducati       | 25     | +14.551             | 5    | 16     |
| 4   | 17 | Anthony Gobert        | Kawasaki     | 25     | +16.524             | 9    | 13     |
| 5   | 5  | Simon Crafar          | Honda        | 25     | +20.755             | 4    | 11     |
| 6   | 9  | Fabrizio Pirovano     | Ducati       | 25     | +23.188             | 8    | 10     |
| 7   | 67 | Mike Hale             | Ducati       | 25     | +23.755             | 11   | 9      |
| 8   | 8  | Piergiorgio Bontempi  | Kawasaki     | 25     | +25.691             | 7    | 8      |
| 9   | 33 | John Reynolds         | Kawasaki     | 25     | +26.070             | 6    | 7      |
| 10  | 4  | Andreas Meklau        | Ducati       | 25     | +40.534             | 14   | 6      |
| 11  | 12 | Mauro Lucchiari       | Ducati       | 25     | +41.907             | 10   | 5      |
| 12  | 20 | Jochen Schmid         | Kawasaki     | 25     | +44.839             | 12   | 4      |
| 13  | 22 | Peter Goddard         | Suzuki       | 25     | +1:10.775           | 15   | 3      |
| 14  | 46 | Yves Briguet          | Honda        | 25     | +1:18.562           | 17   | 2      |
| 15  | 28 | Gianmaria Liverani    | Ducati       | 25     | +1:19.162           | 19   | 1      |
| 16  | 59 | Massimo Ottobre       | Ducati       | 24     | +1 ronde            | 22   |        |
| DNF | 16 | Brian Morrison        | Ducati       | 20     | Uitgevallen         | 13   |        |
| DNF | 1  | Carl Fogarty          | Ducati       | 12     | Uitgevallen         | 2    |        |
| DNF | 58 | Aldeo Presciutti      | Ducati       | 9      | Uitgevallen         | 21   |        |
| DNF | 19 | Freddie Spencer       | Ducati       | 8      | Uitgevallen         | 20   |        |
| DNF | 81 | Massimiliano Marchini | Kawasaki     | 6      | Uitgevallen         | 18   |        |
| DNF | 66 | Mat Mladin            | Kawasaki     | 1      | Uitgevallen         | 16   |        |
| DNS | 23 | Nugraha Dadam         | Suzuki       | 0      | Niet gestart        | 23   |        |
| DNQ | 88 | Dudu Karnada          | Yamaha       | 0      | Niet gekwalificeerd |      |        |
| DNQ | 18 | Simon Yudha Kusuma    | Kawasaki     | 0      | Niet gekwalificeerd |      |        |
| DNQ | 2  | Sudarsoho Bambang     | Suzuki       | 0      | Niet gekwalificeerd |      |        |
| DNQ | 21 | Bar Effendi           | Kawasaki     | 0      | Niet gekwalificeerd |      |        |
| DNQ | 36 | Arsad Deden           | Yamaha       | 0      | Niet gekwalificeerd |      |        |
| DNQ | 52 | Eddy S. Otto          | Kawasaki     | 0      | Niet gekwalificeerd |      |        |
| DNQ | 99 | Husodo Ryanto         | Suzuki       | 0      | Niet gekwalificeerd |      |        |

## Tussenstanden na wedstrijd
| Pos | Nr | Rijder         | Team     | Punten |
| --- | -- | -------------- | -------- | ------ |
| 1   | 1  | Carl Fogarty   | Ducati   | 445    |
| 2   | 11 | Troy Corser    | Ducati   | 298    |
| 3   | 3  | Aaron Slight   | Honda    | 290    |
| 4   | 17 | Anthony Gobert | Kawasaki | 197    |
| 5   | 25 | Yasutomo Nagai | Yamaha   | 188    |

1994 · 1995 · 1996 · 1997